# IBCラジオ・チャリティ・ミュージックソンスペシャル ふるさとは負けない!
『IBCラジオ・チャリティ・ミュージックソンスペシャル ふるさとは負けない!』（アイ・ビー・シーラジオ・チャリティ・ミュージックソンスペシャル ふるさとはまけない!）は、IBC岩手放送で2011年5月28日（土曜日）11:57 - 5月29日（日曜日）14:00の26時間にわたって「ラジオ・チャリティ・ミュージックソン」の東日本大震災被災地復興支援として放送されたチャリティーラジオ番組である。IBCラジオ・チャリティ・ミュージックソンも参照のこと。

## 概要
これは、IBCがこれまでのラジソンで培ってきた「善意の輪」をさらに活かして新たなラジソンとして取り組んだ。
キャッチフレーズは「広げよう!善意の輪。届けよう!元気の輪。」。
なお、この番組のタイトルにある「ふるさとは負けない!」とは、IBC岩手放送が東日本大震災で被害を受けた岩手県内の地域の復興に向けて、独自に設けたスローガンで、それに関連したテレビとラジオの放送活動を行う際に使われる。

## 出演者
メインパーソナリティは菊池幸見が担当。
チャリティーランナーは村上弘明とあんべ光俊が担当。

## 番組内容
2人がそれぞれ通りゃんせ号に乗り込み、村上弘明と水越かおる・あんべ光俊と村松文代がそれぞれ被害に遭った県内の沿岸部を2つのルートに分かれて巡回した。
ラジソンSPを通じて、県内外からの応援メッセージや被災地からの復興への思いを伝えた。
番組の一部はIBCテレビでも5月28日13時30分-14時25分に放送。
IBC本社・いわて銀河プラザでは直接画面にメッセージを書き込む事ができる「スターボード」を設置し、リスナーからのメッセージを受け付け、メッセージの一部を放送で紹介。

## 募金活動
すでに銀行振込・IBC本社にて直接持ち込み・県外からは現金書留の方法で行われていたIBC震災募金を募るため、放送中、県内の内陸地6か所に愛の泉を設置し、IBCアナウンサーや684ラジオカーリポーターが募金を呼びかけた。
東京・東銀座の「いわて銀河プラザ」にも愛の泉が設置され、IBCアナウンサーのOB・OGや岩手にゆかりのある方々も駆けつけ、募金を呼びかけた。
29日にはIBC本社ロビーでは限定数の福袋を販売する“アナ場商店”が行われた。
ラジソンSPに合わせて始めたパソコン・携帯電話・スマートフォンにてクレジットカードを使っての課金システムを使って募金を受付。
その結果、IBC震災募金に集まった金額は、ラジソンに多くの善意が寄せられたため、29日13時45分現在で、9,001万4156円に達した。集まった募金は、岩手県の災害義援金募集委員会を通じて、岩手県内で被害に遭われた方々へ送られる予定。

## 様々な展開
IBC本社のラジオ第2スタジオからの生放送に加え、IBCホール・ロビースタジオ（28日はホール・ロビースタジオを交互に、29日はホールにて行われた。）にて、賛同いただいたアーティストのライブを吹奏楽・フォーク・ジャズ・バンド・フォークとジャンルごとに、そして、最後は、あんべ光俊のミニライブと、26時間ノンストップで行った。
28日にはアナウンサーの大塚富夫と北上市在住のジャズボーカリスト・佐々木由香利の進行で、愛の泉の一つでもある北上市の「江釣子ショッピングセンター パル」の1階ジョイスタジオで、賛同いただいたアーティストのライブを行った。
ラジソンの放送をUSTREAM・radiko・ツイッターを駆使して配信。
さらに、「いわて銀河プラザ」の中だけで見られる特別コンテンツを配信したり、5月29日にJ2の湘南対草津の試合が行われた平塚競技場にてエリアワンセグサービスのベルセグを活用してコンテンツを配信。また、募金受付ブースを設置し、試合を観戦した方へ募金を受け付けた。